# Окиобело
Окиобѐло (на италиански: Occhiobello, на местен диалект Uǧbèl, Уджбел) е град и община в Северна Италия, провинция Ровиго, регион Венето. Разположен е на 8 m надморска височина. Населението на общината е 11 638 души (към 2011 г.).